# عبد الله الحميدي
عبد الله الحميدي (مواليد يناير 1986) رجل أعمال ومستثمر الكويت، معروف بمشاركته في العديد من المشاريع العقارية والترفيهية والرياضية في المملكة المتحدة والشرق الأوسط. كان مؤسس شركة لندن ريزورت كومباني هولدينجز، التي حاولت تطوير منتزه ترفيهي كبير في شبه جزيرة سوانسكومب في كنت. الحميدي هو مالك نادي كرة القدم الإنجليزي إبسفليت يونايتد من خلال شركته، الشركة الكويتية الأوروبية القابضة. جذبت تعاملاته التجارية انتباه وسائل الإعلام، بما في ذلك تقارير عن الصعوبات المالية والإجراءات القانونية والتدقيق التنظيمي.

## النشأة والتعليم
وُلِد الحميدي في الكويت، ثم تابع دراسته الطبية في الكلية الملكية للجراحين في دبلن، أيرلندا. ثم حصل على ماجستير إدارة الأعمال بامتياز من جامعة ليستر في المملكة المتحدة. ورغم تدريبه الطبي، لم يلتحق بمهنة الرعاية الصحية، بل سعى جاهدًا للعمل في مجال الأعمال.

## المسيرة العملية
أسس الحميدي شركة الاستثمار الكويتية الأوروبية القابضة، التي عملت في قطاعات متنوعة، بما في ذلك العقارات والرعاية الصحية والترفيه. وتحت قيادته، توسعت شركة الاستثمار الكويتية الأوروبية القابضة إلى المملكة المتحدة في أوائل العقد الأول من القرن الحادي والعشرين، حيث استحوذت على أصول في كنت وأماكن أخرى. شغل مناصب تنفيذية عليا وعضوية مجالس إدارة في شركات عاملة في الكويت والسعودية وأيرلندا والمملكة المتحدة.

## إبسفليت يونايتد
في عام 2013، استحوذ الحميدي على نادي إبسفليت يونايتد من خلال الشركة الكويتية الأوروبية القابضة الرياضية المحدودة، بهدف معلن وهو تحويل النادي إلى فريق في دوري كرة القدم الإنجليزية. تضمنت فترة ولايته استثمارًا كبيرًا في النادي ومرافقه. ومع ذلك، اتسمت الفترة بصعوبات تشغيلية، بما في ذلك تقارير عن تأخر دفع الأجور والقيود المالية. هبط النادي من الرابطة الوطنية في نهاية موسم 2024–25. في عام 2023، استقال الحميدي من منصبه كرئيس بعد إفلاسه الشخصي، وتولى أفراد الأسرة أدوارًا مختلفة داخل هيكل ملكية النادي.

## مشروع منتجع لندن
في عام 2014، أطلق الحميدي منتجع لندن، وهو عبارة عن منتزه ترفيهي ومنتزه ترفيهي مخطط له بقيمة 3.5 مليار جنيه إسترليني في شبه جزيرة سوانسكومب في كنت. تم الإعلان عن المشروع من خلال شراكات علامة تجارية رفيعة المستوى وتم تصنيفه كمشروع بنية تحتية مهم على المستوى الوطني. وعلى الرغم من الدعم الأولي، واجه التطوير تأخيرات في التخطيط واعتراضات بيئية، خاصة بعد تعيين موقعه كموقع ذي أهمية علمية خاصة في عام 2021. انهار المشروع في النهاية إلى الإفلاس في عام 2023، مع تعيين المديرين واتهامات بسوء الإدارة المالية في الإجراءات القانونية اللاحقة.

## الإفلاس والقضايا القانونية والإدانات
في نوفمبر 2023، أُعلن إفلاس الحميدي في المملكة المتحدة فيما يتعلق بالديون المرتبطة بمنتجع لندن. وقد نظرت الإجراءات القانونية في المملكة المتحدة في استمرار مشاركته في شؤون الشركة بعد الإفلاس. على صعيدٍ منفصل، أُدين الحميدي غيابيًا بجرائم متعددة في الكويت، منها الاحتيال وسوء السلوك المالي. وقد طعن في صحة العديد من الإدانات، مؤكدًا أن بعض التهم قد سُوِّيت أو لا تزال قيد الاستئناف.

## تطوير ميناء نورثفليت
بعد انهيار منتجع لندن ريزورت، حولت الكيانات التابعة لشركة الاستثمار الكويتية الأوروبية القابضة تركيزها إلى مشروع تجديد ميناء نورثفليت في كنت، وهو مشروع تطوير بقيمة مليار جنيه إسترليني بجوار ملعب إبسفليت يونايتد. يتضمن المشروع خططًا لبناء ملعب جديد، وإسكان، ووحدات تجارية، وبنية تحتية عامة. وبينما تقوده رسميًا مجموعة لاندمارك العقارية وإبسفليت يونايتد، فقد أشارت السجلات إلى وجود اتصالات مستمرة بين المشروع والشركات المرتبطة سابقًا بالحميدي. تم إطلاق تحقيق علني في المشروع عام 2025، مع وجود دعم ومعارضة من مختلف أصحاب المصلحة.